# Каташек, Шимон
Шимон Каташек (пол. Szymon Kataszek; 4 июля 1898 года, Варшава, Российская империя — 22 мая 1943 года, Варшава, Генерал-губернаторство) — польский композитор, пианист, аранжировщик, джазмен, пионер польского джаза.

## Биография
В 1910—1914 учился игре на фортепиано в варшавской консерватории, но полный курс не закончил. Во время учёбы познакомился с Зигмунтом Карасинским. Создал с ним дуэт, который первоначально выступал в варшавских кинотеатрах, затем давал выездные концерты в Берлине и Париже.
Во время Первой мировой войны добровольцем вступил в польскую военную организацию, затем в Польские легионы. Из-за малолетнего возраста был отчислен из армии в 1915 году. Стал зарабатывать тапером. После занятия немцами Варшавы в августе 1915 года, работал ресторанным музыкантом. После окончания войны работал музыкантом в Варшавском городском оркестре, затем участвовал в боях в ходе советско-польской войны 1920—1921 годов. По окончании войны в поисках работы переехал в Вольный город Данциг, затем в Берлин, откуда довольно быстро вернулся в Польшу.
В 1922 году начал выступать в варшавском кафе-кабаре «Земяньска». 29 ноября 1922 года начал выступать в джазовом квинтете Зигмунта Карасинского в ресторане «Оазис». В середине 1924 года с этим квинтетом выпустил первые пластинки в издательстве «Syrenie Record». В это-же время издал первые собственные произведения. Первоначально группа играла на дансингах в Театре Сирена, затем под названием «Jazz d’Or» в диксилендах в варшавских театрах-ревю «Морское Око», «Весёлый Вечер» и «Персидский Глаз», а также в Варшавской опере.
В 1925 году группа переехала в Краков, где стала выступать под названием «Оркестр Карасиньского и Каташека». В 1925-26 годах группа базировалась в Кракове, выезжая на джазовые ревю в другие города и курорты Польши. С этим оркестром Каташек аккомпанировал в театральных ревю, увеселительных заведениях Кракова, Данцига, Сопота, в летние периоды на курортах. Часто выступали в «Доме здоровья» в Крынице. В 1928 году выступал в Трускавце.
В 1928 году, после концерта в Лодзинской филармонии, оркестр был приглашён для выступлений в качестве представителя польской развлекательной музыки на Познанской международной ярмарке 1928/29. Оркестр выступал в выставочной павильоне-дансинге фирмы Гартвига и Канторовича. Был первым польским оркестром, пропагандирующим диксиленд и чикагский стиль джаза. Их приглашали для выступлений на приватных раутах, карнавальных вечерах, в домах известных семейств Радзивиллов, Потоцких и т. д. Также выступали на приёмах в посольствах, дипломатических приёмах, казино.
В 1930 году поставил вместе с оркестром музыкальное танцевально-комическое шоу в «Café George» в Варшаве. В 1931 году создал ряд произведений для солиста Адама Виньского (Астона) по заказу варшавского филиала издательства «Columbia». Выступал в радиопередачах пропагандирующих польскую литературу. В 1934 году по контракту с издательством «Lonora» записали несколько танцевальных произведений.
В 1930-х годах был директором музыкального агентства при Общественном посредническом бюро Профсоюза музыкантов Польской Республики. Также был одним из старейших членов Артистического товарищества «ZAiKS».
В 1935 году оркестр отправился в годичное турне по Европе и Ближнему Востоку. Каташек, совместно с Карасиньским и оркестром из 12 исполнителей, выехал в Палестину. С начала марта проходили концерты специально созданной программы музыкального ревю в Тель-Авиве. Затем прошли выступления в Египте, Сирии, Дамаске, Ливане, Индии, Румынии, Болгарии и Греции. Турне получило многочисленные восторженные отклики в мировой прессе, подчёркивавшие польскость оркестра и его репертуара. В конце 1936 года выступали на новогоднем балу в закопанской «Ящерице». В оставшееся до Второй мировой войны время выступал в танцевальных залах «Tabarin» (Лодзь), «Bagatel» и «Casino de Paris» (оба Львов), «Cyganeriya» (Краков). Играл на балах «Госпожа дома», «Политехника своей Варшаве», «Грузинский бал».
В 1938 году Каташек организовал в Варшаве Большой фестиваль лёгкой музыки, участие в котором приняли десять самых известных польских джазовых оркестра, насчитывающие в сумме 80 музыкантов.
Начало Второй мировой войны Каташек встретил во Львове. После присоединения Западной Украины к СССР руководил развлекательной программой в клубе «Imperial». Когда началась Великая Отечественная война, Каташек не сумел эвакуироваться на восток и вернулся в Варшаву. Там он был арестован и заключён в Варшавское гетто, где дирижировал оркестром при Службе соблюдения порядка, состоящим из 30 музыкантов. Когда началась высылка заключённых гетто в Белжец и Треблинку, Каташек сбежал во Львов, где скрывался на «арийской» стороне города. Был опознан одним из офицеров СС, ранее служившим в Варшавском гетто, и заключён в варшавскую тюрьму Павяк. Расстрелян в ходе одной из экзекуций заключённых Павяка.

## Музыка для кино и постановок
Автор музыки первых польских чарльстонов, фокстротов, шимми-фоксов, вальс-бостонов, слоуфоксов.
В 1931 году написал музыку к фильму Юлиуша Гардана «Сердце на улице» (пол. Serce na ulicy). Бостон из этого фильма стал шлягером.
В 1931 году в соавторстве с Тадеушем Горжиньским написал песни и музыку к фильму Александра Форда «Легион улицы» (пол. Legion ulicy).
В 1932 году написал в соавторстве с Зигмунтом Карасинским музыку к приключенческому фильму Вацлава Серафиновича «Последняя выходка» (пол. Ostatnia eskapada).
В 1933 году написал в соавторстве с Зигмунтом Карасинским музыку к первой польской музыкальной кино оперетте Мечислава Кравича и Януша Варнецкого «Каждый может любить» (пол. Każdemu wolno kochać).
Написанное им в 1932 году танго «Czemuś o mnie zapomniał» получило первую награду на музыкальном конкурсе, организованным в театре «Morskie Oko» фирмой «Syrenę Record» и Союзом сценических авторов и композиторов.
В 1931 году он выступал как дирижёр оркестра 1-го полка шеволежеров при исполнении созданного им в честь генерала Болеслава Венявы-Длугошовского «Большого марша».
Его песни исполняли, среди прочих, такие известные артисты, как: Адам Астон, хор «Дана», Мечислав Фогг, Адольф Дымша, Люцина Мессаль, Нора Ней, Зула Погоржельская, Мира Зиминьская и другие.

### Произведения
- 1929 — «Suchard» танго. Соавтор — Зигмунт Карасиньский[пол.]. Слова — Януш Сьмеховский[14].
- 1929 — «Don Fernando». Соавтор — Зигмунт Карасиньский. Слова — Анджей Власт[15].
- 1930 — «Wielki marsz» торжественный финал ревю «Tańcowały dwa Michały» в театре «Wesoły Wieczór». Слова — Ян Бжехва. Аранжировка — Владислав Эйгер[16].
- 1930 — «Szkarłatna róża» вальс-бостон. Слова — Анджей Власт[17].
- 1931 — «Zapuszcza brodę» слоуфокс из ревю «Румба-румба» в театре «Wesołe-Oko». Слова — Ян Бжехва[18].
- 1931 — «Serce na ulicy» вальс-бостон из фильма Сердце на улице[пол.]. Слова — Конрад Том[19].
- 1931 — «Jeden raz…» вальс-бостон. Слова — Януш Варнецкий[20].
- 1931 — «Citroën» слоуфокс. Соавтор — Зигмунт Карасиньский. Слова — Виктор Фредвальд[21].
- 1932 — «Czemuś o mnie zapomniała» танго. Соавтор — Зигмунт Карасиньский. Слова — Анджей Власт[22].
- 1932 — «Twe oczy piwne». Слова — Валерий Ястжембец-Рудницкий[англ.][23].
- 1932 — «Tango Lopka» танго. Слова — Анджей Власт[24].
- 1932 — «Nim pocałujesz mnie…» вальс. Слова — Ежи Рыба[пол.][25].
- 1932 — «Przy stoliku w Ziemiańskiej» танго. Соавтор — Зигмунт Карасиньский. Слова — Людвик Шмарагд[26].
- 1932 — «Na to jest Ciechocinek» танго. Автор музыки — Зигмунт Карасиньский. Слова — Шимон Каташек[27].
- 1932 — «Na bezludnej wyspie» гавайский вальс. Соавтор — Зигмунт Карасиньский. Слова — Ян Станислав Лаврусевич[28].
- 1933 — «Wiosna» танго. Слова — Людвик Шмарагд[29].
- 1933 — «Już więcej nic nie pragnę» танго. Слова — Ежи Рыба[30].
- 1933 — «Ourson» фокстрот. Слова — Виктор Фредвальд[31].
- 1933 — «Czemuś o mnie zapomniał?» танго. Слова — Анджей Власт. Аранжировка — Иво Весби[англ.][32].
- 1934 — «Twe usta kłamią…» танго. Слова — Анджей Власт[33].
- 1934 — «Jeżeli kochać, to tylko ciebie!» танго. Слова — Людвик Шмарагд[34].
- 1934 — «To tango jest dla mojej matki» танго. Слова — Зенон Фридвальд[англ.][35].
- 1934 — «O donna Marja!» танго. Слова — Витольд Рыхтер[36].
- 1935 — «Chcę właśnie Ciebie» танго. Слова — Феликс Себастьян[37].
- 1937 — «Złota pieśń» вальс-канцона. Слова — Вацлав Стемпень[пол.]. Аранжировка — Иво Весби[англ.][38].
- ? — «Na falach Brdy» вальс. Соавтор — Зигмунт Карасиньский[39].
- ? — «Chevroletka zgrabna jak kobietka» фокстрот. Соавтор — Зигмунт Карасиньский. Слова — Анджей Власт[40].
- ? — «A ile mi dasz?» шимми-фокс. Слова — Анджей Власт[41].
- ? — «Spotkamy się na Nowym Świecie!» шимми-фокс. Соавтор — Зигмунт Карасиньский. Слова — Анджей Власт[42].
- ? — «O Dolores!» фокстрот. Соавтор — Зигмунт Карасиньский. Слова — Анджей Власт. Аранжировка — Хенрик Варс[43].
- ? — «Abram, ja ci zagram» фокстрот. Соавтор — Зигмунт Карасиньский. Слова — Юлиан Тувим[44].
- ? — «Czy pamiętasz tę noc w Zakopanem» танго. Соавтор — Зигмунт Карасиньский. Слова — Александр Еллин[пол.][45].
- ? — «Czy pani mieszka sama?»[пол.]. Соавтор — Зигмунт Карасиньский. Слова — Анджей Власт[46].
- ? — «Witaj Warszawo». Слова — Людвик Шмарагд[47].